# Адриатическое шоссе
Адриатическое шоссе (хорв. Jadranska magistrala, серб. Јадранска магистрала) — автомобильное шоссе, которое протягивается по восточному побережью Адриатического моря и входит в состав европейского маршрута E 65. 
Шоссе проходит преимущественно по территории Хорватии, хотя её небольшие участки есть на территории Боснии и Герцеговины и Черногории. Это полностью двухполосная дорога, за исключением прерывистых коротких участков с двумя проезжими частями вблизи местечек Трогир, Каштела и Сплит. В настоящее время планируется расширить проезжую часть, чтобы охватить Трогир и Омиш. 
Заменой Адриатическому шоссе послужит строящееся Адриатико-Ионическое шоссе.

## Части
Адриатическое шоссе тянется по восточному побережью Адриатического моря и проходит через территории Хорватии, Боснии и Герцеговины и Черногории. Большая часть шоссе находится на территории Хорватии.

### Хорватия
Официально хорватская секция шоссе классифицируется как государственная дорога D8. Начинается у границы со Словенией, проходит через города Риека, Сень, Задар, Шибеник, Сплит, Опузен и Дубровник вплоть до границы с Черногорией в Карасовичах. Большая часть дороги D8 — двухполосная, за исключением нескольких четырёхполосных участков. Общая протяжённость — 643,1 км.
До недавних пор шоссе было главной дорогой, соединявшей всё адриатическое побережье Хорватии. С 2000-х годов значительная часть трафика перекинулась на многополосные магистрали, и вдоль побережья продолжается строительство подобных дорог. Параллельно этому шоссе проходят автомагистрали A7 (Рупа — Свети-Кузам), A6 (Риека — Босилево) и A1 (Босилево — Задар — Сплит — Плоче). По сравнению с современными магистралями является менее безопасной, но всё ещё является альтернативой платным дорогам. Наиболее серьёзную нагрузку испытывает участок Риека — Сень: до 2009 года в связи с иной проектировкой дороги A6 на участке Риека — Босилево ситуация была ещё более критической. Ожидается, что секция освободится после завершения работ на участке Рупа — Жута-Локва дороги A7.
Автомагистраль A1 завершается на переезде Плоче примерно в 20 км к северо-западу от Плоче, поэтому туристы, которые едут на юг, предпочитают Адриатическое шоссе. Участок в 30 км после Плоче проходит частично по территории Боснии и Герцеговины вокруг города Неум, пересекая местечки Клек и Затон-Доли. Далее дорога продолжается до Дубровника.
После завершения работ на магистралях A1 и A7 часть Адриатического шоссе от Плоче до Дубровника будет обновлена: добавятся новые полосы, тоннели и мосты (в том числе мост Пелешац). Вопрос об улучшении других частей остаётся открытым. К востоку от Дубровника дорога проходит мимо аэропорта Дубровника и завершается в Черногории на границе в Карасовичах (Дебели-Бриег на черногорской территории).

### Босния и Герцеговина
Шоссе проходит по небольшому участку Боснии и Герцеговины у Неума в точках Неум-1 (Клек с хорватской стороны) к западу и Неум-2 (Затон-Доли с хорватской стороны) к востоку. Состояние дороги оценивается как неудовлетворительное, по состоянию на июль 2012 года не было принято конкретного решения о ремонте дороги.

### Черногория
Двухполосная дорога идёт от Херцег-Нови через города Тиват, Будва, Петровац, Сутоморе и Бар в Улцинь. Традиционное шоссе движется вдоль Которского залива через Котор, однако чаще водители предпочитают паромную переправу через пролив Вериге между Херцег-Нови и Тиватом. Планов строительства каких-либо новых приморских магистралей или дорог в Черногории нет, за исключением возведения моста через пролив Вериге.
Во внутреннюю Черногорию ведут две крупные дороги от Адриатического шоссе: через Цетине в Будву и через Созинский тоннель в Сутоморе. Дороги соединены с хорватской сетью дорог в Дебели-Бриеге у Херцег-Нови, заканчиваются к востоку у Улциня. От Херцег-Нови в Хай-Нехай около Сутоморе дорога входит в состав европейских маршрутов E 65 и E 80, которые соединяются в единую дорогу E 851.